# Liste der Naturdenkmäler in Enger
Die Liste der Naturdenkmäler in Enger führt die Naturdenkmäler der Stadt Enger auf.

## Außenbereich
| Nr.    | Bezeichnung | Lage                                      | Bemerkungen    | Bild |
| ------ | --- | ----------------------------------------- | -------------- | ---- |
| 3.1.10 | 1 Buche Nördlich der Stallgebäude an der Hofeinfahrt „Im Esch“                                                 | Westerenger                               |                |      |
| 3.1.11 | 1 Eiche An der Süd-Ostseite des Wirtschaftsgebäudes Dreschstraße 64                                            | Dreyen                                    |                |      |
| 3.1.12 | 1 Eiche Westlich des Wohngebäudes Meller Straße 212                                                            | Dreyen 52° 9′ 3″ N, 8° 31′ 49″ O          |                |      |
| 3.1.14 | 1 Fünflingsbuche Am Nordrand des Sieler Holzes                                                                 | Siele 52° 9′ 28″ N, 8° 32′ 33″ O          |                |      |
| 3.1.15 | 1 Eiche Westlich der Straße „Vorm Sieler Holz“                                                                 | Siele 52° 9′ 8″ N, 8° 32′ 22″ O           |                |      |
| 3.1.16 | 2 Linden Nördlich der Grenzmauer des Windhofes                                                                 | Dreyen                                    |                |      |
| 3.1.17 | 1 Blutbuche An der Südseite des Wohn- und Wirtschaftsgebäudes des Windhofes                                    | Dreyen                                    |                |      |
| 3.1.18 | 1 Eiche Südlich des Wohnhauses „Am Bahnbogen 6“                                                                | Pödinghausen 52° 7′ 29″ N, 8° 32′ 57″ O   | ca. 150 J. alt |      |
| 3.1.19 | 1 Eiche Nördlich des Wohn- und Wirtschaftsgebäudes Südstraße 110                                               | Pödinghausen 52° 6′ 27″ N, 8° 32′ 47″ O   |                |      |
| 3.1.20 | 3 Eichen Südwestlich des Wohn- und Wirtschaftsgebäudes Markstraße 35                                           | Oldinghausen 52° 7′ 0″ N, 8° 33′ 42″ O    |                |      |
| 3.1.21 | 1 Eiche Östlich des Hofes Holzgräfe                                                                            | Oldinghausen                              |                |      |
| 3.1.22 | 1 Eiche An der Ecke Schulstraße / Zufahrt Meier-Evert                                                          | Oldinghausen 52° 7′ 19″ N, 8° 34′ 14″ O   |                |      |
| 3.1.23 | 1 Eiche Am Rand einer Hofeichengruppe nördlich des Wirtschaftsgebäudes Meier-Evert                             | Oldinghausen 52° 7′ 26″ N, 8° 34′ 9″ O    |                |      |
| 3.1.24 | 1 Eiche An der Kreuzung Seelbornstraße / Schulstraße („Bismarckeiche“)                                         | Oldinghausen 52° 7′ 28″ N, 8° 34′ 25″ O   | gepflanzt 1890 |      |
| 3.1.25 | 1 Eiche und 25 Linden Im Anschluss an die Wirtschaftsgebäude Meier-Johann entlang der Seelbornstraße           | Oldinghausen 52° 7′ 36″ N, 8° 34′ 14″ O   |                |      |
| 3.1.26 | 1 Eiche Am Südende des Weges „Am Sonnenkamp“                                                                   | Oldinghausen 52° 7′ 45″ N, 8° 34′ 20″ O   | 220–270 J. alt |      |
| 3.1.27 | 1 Eiche Im Hofbereich des Pödinghofes westlich der Scheune                                                     | Pödinghausen                              |                |      |
| 3.1.28 | 1 Eiche Nördlich des Wohn- und Wirtschaftsgebäudes Hiddenhauser Straße / Tiefenstraße                          | Belke-Steinbeck                           |                |      |
| 3.1.29 | 1 Buche (Zwillingsbuche) Am Maagweg / Ecke Tummelweg                                                           | Besenkamp                                 |                |      |
| 3.1.30 | 3 Linden Zwischen Wirtschaftsgebäude und Scheune Lachtropweg 58                                                | Besenkamp                                 |                |      |
| 3.1.31 | 1 Kastanie Östlich des Wohn- und Wirtschaftsgebäudes Kaiserstraße 35                                           | Belke-Steinbeck 52° 9′ 5″ N, 8° 35′ 12″ O |                |      |
| 3.1.32 | 1 Federbuche Östlich der Scheune Kaiserstraße an der Südseite der Hofzufahrt                                   | Belke-Steinbeck                           |                |      |
| 3.1.33 | 1 Blutbuche Östlich des Wohnhauses an der Kaiserstraße                                                         | Belke-Steinbeck                           |                |      |
| 3.1.34 | 1 Buche Hiddenhauser Straße / Ecke Kaiserstraße                                                                | Belke-Steinbeck                           |                |      |
| 3.1.35 | 1 Linde An der Straße „In den Döhren“ westlich „Hohlwinkel“ und westlich der Wohngebäude                       | Belke-Steinbeck                           |                |      |
| 3.1.36 | 1 Eiche Westlich des Wohngebäudes „In den Döhren 105“ am Rande einer Baumgruppe                                | Herringhausen-West                        |                |      |
| 3.1.37 | 2 Linden Neben der Hofeinfahrt nord-östlich des Wohn- und Wirtschaftsgebäudes, westlich der Straße „Antersiek“ | Herringhausen-West                        |                |      |
| 3.1.38 | 1 Linde Östlich des Wohn- und Wirtschaftsgebäudes des Hofes Bartling                                           | Herringhausen-West                        |                |      |
| 3.1.39 | 1 Eiche An der Einmündung Balker Busch / Markgarten / Buschweg                                                 | Herringhausen-West                        |                |      |
| 3.1.40 | 1 Eiche Südlich des Waldstücks am Markgarten                                                                   | Herringhausen-West                        |                |      |

## Innenbereich
| Nr.          | BezeichnungKirchlengern              | Lage              | Bemerkungen       | Bild |
| ------------ | ------------------------------------ | ----------------- | ----------------- | ---- |
| E 3, 5, 7, 8 | 4 Winterlinden (Tilia cordata)       | Meller Straße 197 |                   |      |
| E 9          | Platane (Platanus x acerifolia)      | Friedhof          |                   |      |
| E 10         | Rotbuche (Fagus sylvatica)           | Friedhof          |                   |      |
| E 11         | Spitzahorn (Acer platanoides)        | Friedhof          |                   |      |
| E 12         | Blutbuche (Fagus sylv 'Purpurea')    | Friedhof          |                   |      |
| E 14         | Blutbuche (Fagus sylv 'Purpurea')    | Friedhof          |                   |      |
| E 15–16      | 2 Blutbuchen (Fagus sylv 'Purpurea') | Poststraße        |                   |      |
| E 17–18      | 2 Stieleichen (Quercus robur)        | Brinkfeld         |                   |      |
| E 19–20      | 2 Stieleichen (Quercus robur)        | Im Pieperloch     |                   |      |
| E 21         | Hängebuche (Fagus sylv 'Pendula')    | Friehof           | ca. 90 Jahre alt  |      |
| E 22         | Hängebuche (Fagus sylv 'Pendula')    | Friedhof          | ca. 130 Jahre alt |      |
| E 23         | Rotbuche (Fagus sylvatica)           | Ringstraße 94     | ca. 140 Jahre alt |      |